# Медіаційна угода
Медіаційна угода – це взаємна домовленість сторін правовідносин, згідно з якою у разі виникнення суперечностей або потенційних конфліктів вони обирають медіацію як спосіб вирішення ситуації чи її запобігання.

## Визначення
Медіаційна угода – це письмова угода учасників правовідносин про спосіб врегулювання всіх або певних конфліктів (спорів), які виникли або можуть виникнути між ними, шляхом проведення медіації.

## Форми
Відповідно до Закону України «Про медіацію», медіаційна угода може укладатися у таких двох формах:
1. У формі медіаційного застереження в договорі;
2. У формі окремої угоди[2].

### Медіаційне застереження
Медіаційне застереження в договорі – це спеціальний пункт чи розділ у договорі, який передбачає використання медіації як способу вирішення чи запобігання можливих спорів (конфліктів).
Зокрема, може бути врегульовано наступні питання:
1. Чи потрібно перед залученням медіатора сторонам спілкуватися один на один;
2. Який механізм залучення медіатора;
3. Види зустрічей із медіатором (спільні, індивідуальні);
4. Хто оплачуватиме послуги медіатора тощо[3].

Зазвичай, медіаційне застереження укладається превентивно ще до виникнення спірної ситуації та дозволяє сторонам заздалегідь визначити механізм вирішення спірних ситуацій без звернення до суду.

### Окрема угода
Окрема угода є самостійним документом, у якому сторони домовляються про застосування медіації у разі виникнення конфлікту.
Окрема угода може бути укладена як до виникнення спірної ситуації між учасниками, так і після.

## Умови чинності медіаційної угоди
Медіаційна угода є правочином згідно з цивільним законодавством, а тому для її дійсності має відповідати таким критеріям:
1. Особа, що уклала медіаційну угоду, має мати необхідний обсяг цивільної дієздатності;
2. Волевиявлення цієї особи має бути вільним і відповідати її внутрішній волі;
3. Медіаційна угода має бути укладена в письмовій формі.

До інших ознак медіаційної угоди можна віднести гнучкість та конфіденційність.
Однією із важливих ознак цієї угоди є конфіденційність, адже відповідно до Закону України «Про медіацію» конфіденційною інформацією вважається, зокрема, інформація про пропозицію та готовність сторін конфлікту (спору) до участі у медіації.
Гнучкість виражається у можливості сторонами встановити власні умови проведення процедури медіації у медіаційній угоді.